# Nuno Borges
Pour les articles homonymes, voir Borges.
Nuno Borges, né le 19 février 1997 à Maia, est un joueur de tennis portugais, professionnel depuis 2019.

## Carrière
En 2015, Nuno Borges rejoint les rangs de l'université du Mississippi. Diplômé en kinésiologie, il atteint en 2019 la place de no 1 universitaire ainsi que la finale du championnat NCAA. Il dispute parallèlement quelques tournois professionnels et obtient rapidement du succès en s'imposant à six reprises sur le circuit Futures et atteignant quatre autres finales. Il remporte trois nouveaux titres en 2020.
Il se distingue sur le circuit Challenger en 2021, disputant sa première finale à Oeiras. Ensuite, il bat Jordan Thompson à Estoril après être sorti des qualifications. En fin de saison, il s'impose sur le Challenger d'Antalya. Il s'illustre également en double aux côtés de son partenaire de longue date Francisco Cabral en s'adjugeant six tournois Challenger à Oeiras, Braga, Tenerife, Manama et deux dans sa ville natale de Maia.
Il joue en Coupe Davis avec l'équipe du Portugal depuis 2021. Il a battu en 2022 le Polonais Kamil Majchrzak et le Brésilien Thiago Monteiro.
En 2022, il remporte le Challenger de Barletta en simple puis confirme en double en gagnant son premier titre ATP au tournoi d'Estoril avec son compatriote Francisco Cabral où il avait reçu une invitation. Début septembre, il sort des qualifications de l'US Open et écarte l'invité Ben Shelton (7-66, 3-6, 7-65, 68-7, 6-3) avant de s'incliner contre le Chinois Wu Yibing (63-7, 7-64, 4-6, 6-4, 6-4). En 2023, il se distingue sur deux Challenger particulièrement dotés à Monterrey en février puis le mois suivant à Phoenix (220 000 $). Sur le circuit ATP, il passe un tour à Barcelone et Rome, puis se rattrape en fin de saison en Challenger avec une finale en Chine et un nouveau titre à Maia.
Début 2024, il se distingue au cours de l'Open d'Australie en devenant le deuxième joueur portugais (après João Sousa) à atteindre les huitièmes de finale d'un tournoi du Grand Chelem. Pour y parvenir, il écarte l'Allemand Maximilian Marterer (7-5, 7-63, 6-2), l'Espagnol Alejandro Davidovich Fokina (7-67, 6-3, 6-3) et la tête de série n°13 Grigor Dimitrov (63-7, 6-4, 6-2, 7-66), un des outsiders du tournoi. Il chipe ensuite un set contre le numéro trois mondial Daniil Medvedev pour sa première deuxième semaine en Grand Chelem mais s'incline logiquement (3-6, 64-7, 7-5, 1-6). En février, il passe un tour dans l'ATP 250 de Delray Beach et rejoint ensuite pour la première fois les quarts de finale d'un tournoi du circuit principal en se défaisant de Dominik Köpfer (7-62, 6-2) puis de Max Purcell (6-3, 6-3) avant d'être défait par Casper Ruud (3-6, 2-6). 
En juillet, il remporte son premier titre ATP au tournoi de Båstad en battant en finale la légende Rafael Nadal (6-3, 6-2) en 1 h 27 de jeu. Il profite d'abord d'un tableau ouvert et sort le repêché Andrea Pellegrino (6-2, 7-63), son compatriote Henrique Rocha (1-6, 6-4, 6-0) qui lui arrache son seul set de la semaine puis le Kazakh Timofey Skatov (6-4, 6-3) et enfin l'Argentin Thiago Tirante (6-3, 6-4), tous les quatre étant des joueurs classés hors du Top 100. Il atteint son meilleur classement grâce à cette semaine.
Il débute sa deuxième partie de saison sur dur au tournoi de tennis du Canada, au cours duquel il parvient à se défaire successivement de Miomir Kecmanovic (5-7, 6-4, 6-4) et d'Ugo Humbert (3-6, 7-62, 7-64). Il est ensuite éliminé par le vétéran Kei Nishikori en huitièmes de finale (6-3, 6-4). Parvenant ensuite à se qualifier pour le tableau principal au tournoi de Cincinnati, il bat Adrian Mannarino au premier tour (6-4, 3-6, 6-1) mais s'incline dès le deuxième tour face à Holger Rune (3-6, 68-7).
Arrivant à l'US Open en confiance, Nuno Borges est confronté à Federico Coria au premier tour, qu'il élimine très facilement (6-2, 6-4, 6-1). Il affronte ensuite Thanasi Kokkinakis au deuxième tour, tombeur de Stéfanos Tsitsipás au premier tour. Il le défait sans perdre un set (6-4, 7-5, 7-5) et retrouve ensuite Jakub Menšík qu'il élimine en cinq sets, en sauvant par ailleurs 3 balles de matchs consécutives dans le tie-break du quatrième set (65-7, 6-1, 3-6, 7-66, 6-0). Se faisant, Nuno Borges se qualifie pour la deuxième fois de sa carrière (et de sa saison) en deuxième semaine d'un Grand Chelem, après avoir déjà atteint les huitièmes de finale à l'Open d'Australie plus tôt dans l'année. Comme à l'Open d'Australie, il y affronte l'ancien numéro un Daniil Medvedev, finaliste la saison passée, et n'arrive à gagner que quatre jeux (0-6, 1-6, 3-6).

## Palmarès

### Titre en simple
| No | Date       | Nom et lieu du tournoi | Catégorie | Dotation  | Surface      | Finaliste    | Score    |          |
| -- | ---------- | ---------------------- | --------- | --------- | ------------ | ------------ | -------- | -------- |
| 1  | 15-07-2024 | Nordea Open, Båstad    | ATP 250   | 579 320 € | Terre (ext.) | Rafael Nadal | 6-3, 6-2 | Parcours |

### Titre en double messieurs
| No | Date       | Nom et lieu du tournoi          | Catégorie | Dotation  | Surface      | Partenaire       | Finalistes                      | Score    |          |
| -- | ---------- | ------------------------------- | --------- | --------- | ------------ | ---------------- | ------------------------------- | -------- | -------- |
| 1  | 25-04-2022 | Millennium Estoril Open Estoril | ATP 250   | 534 555 € | Terre (ext.) | Francisco Cabral | Máximo González André Göransson | 6-2, 6-3 | Parcours |

## Parcours dans les tournois duGrand Chelem

### En simple
| Année | Open d'Australie | Open d'Australie | Internationaux de France | Internationaux de France | Wimbledon       | Wimbledon           | US Open         | US Open         |
| ----- | ---------------- | ---------------- | ------------------------ | ------------------------ | --------------- | ------------------- | --------------- | --------------- |
| 2022  | —                | —                | 1er tour (1/64)          | Karen Khachanov          | 1er tour (1/64) | Mackenzie McDonald  | 2e tour (1/32)  | Wu Yibing       |
| 2023  | 1er tour (1/64)  | Lorenzo Sonego   | 2e tour (1/32)           | Diego Schwartzman        | 1er tour (1/64) | Francisco Cerúndolo | 1er tour (1/64) | Sebastian Ofner |
| 2024  | 1/8 de finale    | Daniil Medvedev  | 1er tour (1/64)          | Tomáš Macháč             | 1er tour (1/64) | Yoshihito Nishioka  | 1/8 de finale   | Daniil Medvedev |
| 2025  | 3e tour (1/16)   | Carlos Alcaraz   | 3e tour (1/16)           | Alexei Popyrin           | 3e tour (1/16)  | Karen Khachanov     |                 |                 |

N.B. : à droite du résultat se trouve le nom de l'ultime adversaire.

### En double messieurs
| Année | Open d'Australie                                                                 | Open d'Australie                                                                      | Internationaux de France                                                        | Internationaux de France                                                         | Wimbledon                                                                       | Wimbledon                                                                   | US Open | US Open |
| ----- | -------------------------------------------------------------------------------- | ------------------------------------------------------------------------------------- | ------------------------------------------------------------------------------- | -------------------------------------------------------------------------------- | ------------------------------------------------------------------------------- | --------------------------------------------------------------------------- | ------- | ------- |
| 2022  | —                                                                                | —                                                                                     | —                                                                               | —                                                                                | 2e tour (1/16) F. Cabral \|\| style="text-align:left;" \| J. S. Cabal R. Farah  | 2e tour (1/16) F. Cabral \|\| style="text-align:left;" \| Tim Pütz M. Venus |         |         |
|       |                                                                                  |                                                                                       |                                                                                 |                                                                                  |                                                                                 |                                                                             |         |         |
| 2024  | 2e tour (1/16) A. Vukic \|\| Forfait                                             | —                                                                                     | —                                                                               | 1er tour (1/32) A. Rinderknech \|\| style="text-align:left;" \| C. Broom A. Fery | 1/8 de finale F. Cabral \|\| style="text-align:left;" \| M. Purcell J. Thompson |                                                                             |         |         |
| 2025  | 1/4 de finale F. Cabral \|\| style="text-align:left;" \| S. Bolelli A. Vavassori | 1/8 de finale A. Rinderknech \|\| style="text-align:left;" \| N. Skupski J. Salisbury | 2e tour (1/16) M. Giron \|\| style="text-align:left;" \| Y. Bhambri R. Galloway |                                                                                  |                                                                                 |                                                                             |         |         |

N.B. : le nom du partenaire se trouve sous le résultat ; les noms des ultimes adversaires se trouvent à droite.

## Parcours dans lesMasters 1000
| Année | Indian Wells        | Miami                  | Monte-Carlo                | Madrid                | Rome                    | Canada                     | Cincinnati              | Shanghai            | Paris              |
| ----- | ------------------- | ---------------------- | -------------------------- | --------------------- | ----------------------- | -------------------------- | ----------------------- | ------------------- | ------------------ |
| 2023  | —                   | 1er tour E. Ruusuvuori | —                          | 1er tour M. Giron     | 2e tour S. Tsitsipás    | —                          | —                       | 1er tour G. Barrère | —                  |
| 2024  | 1er tour A. Fils    | 1er tour T. Seyboth    | —                          | 1er tour J. Munar     | 1/8 de finale A. Zverev | 1/8 de finale K. Nishikori | —                       | —                   | 1er tour A. Tabilo |
| 2025  | 2e tour G. Dimitrov | 1er tour Z. Bergs      | 1/8 de finale S. Tsitsipás | 2e tour A. Davidovich | 1er tour T. Seyboth     | 3e tour C. Ruud            | 1er tour A. Rinderknech |                     |                    |

N.B. : sous le résultat se trouve le nom de l’ultime adversaire.

## Parcours auxJeux olympiques

### En simple messieurs
| # | Date       | Nom de l'olympiade         | Surface             | Résultat        | Ultimes adversaire | Score    |          |
| - | ---------- | -------------------------- | ------------------- | --------------- | ------------------ | -------- | -------- |
| 1 | 27/07/2024 | Olympic Tennis Event Paris | Terre battue (ext.) | 1er tour (1/32) | Mariano Navone     | 6-2, 6-2 | Parcours |

### En double messieurs
| # | Date       | Nom de l'olympiade         | Surface             | Résultat      | Partenaire       | Ultimes adversaires               | Score    |          |
| - | ---------- | -------------------------- | ------------------- | ------------- | ---------------- | --------------------------------- | -------- | -------- |
| 1 | 27/07/2024 | Olympic Tennis Event Paris | Terre battue (ext.) | 1/8 de finale | Francisco Cabral | Dominik Köpfer Jan-Lennard Struff | 6-2, 6-2 | Parcours |

## Victoires sur le top 10
Toutes ses victoires sur des joueurs classés dans le top 10 de l'ATP lors de la rencontre.
| Légende                                  |
| Grand Chelem                             |
| Masters                                  |
| Masters 1000                             |
| ATP 500                                  |
| ATP 250                                  |
| Coupe Davis ATP Cup United Cup Laver Cup |

| # | N.B.  | Tournoi       | Année | Surface      | Adversaire  | Rang | Tour | Score              |
| - | ----- | ------------- | ----- | ------------ | ----------- | ---- | ---- | ------------------ |
| 1 | no 41 | Roland-Garros | 2025  | Terre battue | Casper Ruud | no 8 | 1/32 | 2-6, 6-4, 6-1, 6-0 |

## Classements ATP en fin de saison
| Année          | 2014 | 2015 | 2016 | 2017 | 2018 | 2019 | 2020 | 2021 | 2022 | 2023 | 2024 |
| Rang en simple | 1953 | 1275 | 1301 | 534  | 460  | 677  | 398  | 262  | 99   | 66   | 36   |
| Rang en double | 1524 | 1098 | –    | 767  | 712  | 956  | 514  | 208  | 101  | 222  | –    |

Source : (en) Classements de Nuno Borges sur le site officiel de la Fédération internationale de tennis